# Amolita solitaria
Amolita solitaria är en fjärilsart som beskrevs av Dyar 1914. Amolita solitaria ingår i släktet Amolita och familjen nattflyn. Inga underarter finns listade i Catalogue of Life.